# João Cravinho
João Cardona Gomes Cravinho, né le 19 septembre 1936 en Angola et mort à Lisbonne le 16 avril 2025, est un homme politique portugais membre du Parti socialiste (PS). Il est ministre de l'Industrie en 1975, vice-président du Parlement européen entre 1989 et 1994, puis ministre de la Planification de 1995 à 1999.

## Biographie

### Un ingénieur économiste
Après avoir été diplômé en génie civil de l'Institut supérieur technique (IST), il étudie l'économie à l'université Yale. En 1972, il participe à la création du groupe d'études fondamentales sur l'économie industrielle (GEBEI), dont il devient directeur.

### Un engagement politique précoce
Avec la formation du IVe gouvernement provisoire le 26 mars 1975, il est nommé ministre de l'Industrie et de la Technologie. L'exécutif démissionne dès le 8 août et Cravinho n'est pas reconduit dans l'équipe suivante.
Aux élections législatives intercalaires du 2 décembre 1979, il est élu député du district de Setúbal à l'Assemblée de la République. Après le scrutin suivant, le 5 février 1980, il représente le district de Lisbonne.
Ne s'étant pas représenté aux élections du 25 avril 1983, il revient au Parlement avec le scrutin anticipé du 5 octobre 1985. Il est réélu deux ans plus tard.

### Un passage par le Parlement européen
À l'occasion des élections européennes du 18 juin 1989, il est investi tête de liste du PS. Ayant remporté 28,5 % des voix, il fait élire 8 députés sur 24 au Parlement européen. À l'ouverture de la législature, le 25 juillet, il est désigné vice-président de l'institution.
Candidat aux élections législatives portugaises de 1991, il est réélu mais attend la fin de son mandat européen pour retourner à l'Assemblée de la République.

### Un seul mandat de ministre
À la suite des élections législatives du 1er octobre 1995, il est choisi par le nouveau Premier ministre socialiste António Guterres pour occuper le poste de ministre de la Planification et de l'Administration du territoire. Il entre en fonction le 28 octobre. Dès le 16 janvier 1996, le périmètre de son département évolue et il devient ministre de l'Équipement, de la Planification et de l'Administration du territoire.

### Une mise en retrait de la politique
Aux élections du 10 octobre 1999, il est investi tête de liste dans le district d'Aveiro et réélu député. Il n'est cependant pas reconduit au gouvernement quinze jours plus tard. Il est une nouvelle fois élu, en tête de liste, à l'occasion du scrutin anticipé du 17 mars 2002.
Pour les élections anticipées du 20 février 2005, il change de circonscription et conduit la liste PS du district de Faro. Ayant remporté 6 des 8 sièges à pourvoir, il est choisi à l'ouverture de la législature pour présider la commission des Affaires économiques, de l'Innovation et du Développement régional et pour siéger au Conseil d'État. Il est nommé le 5 janvier 2007 par le gouvernement pour devenir administrateur de la Banque européenne pour la reconstruction et le développement (BERD). Il démissionne en octobre 2011.
João Cravinho meurt dans sa résidence le 16 avril 2025 à l'âge de 88 ans.